# Shekerley Mountains
Shekerley Mountains är en bergskedja i Antigua och Barbuda.   Den ligger i parishen Parish of Saint Mary, i den västra delen av landet, 9 kilometer söder om huvudstaden Saint John's. Shekerley Mountains ligger på ön Antigua.
Shekerley Mountains sträcker sig 14,9 kilometer i öst-västlig riktning. Den högsta toppen är Signal Hill, 365 meter över havet.
Topografiskt ingår följande toppar i Shekerley Mountains:
- Botts Peak
- Cade Peak
- Crab Hill
- Fisher Hill
- McNish Mountain
- Mount Obama
- Sage Hill
- Signal Hill
- Sugar Loaf Hill